# Relacions entre la Santa Seu i Palestina
Les relacions entre la Santa Seu i Palestina es refereix a les relacions bilaterals històriques i actuals entre la Ciutat del Vaticà i l'Estat de Palestina. La Santa Seu ha mantingut relacions amb Palestina (que el Vaticà anomena Terra Santa) des de l'11 de febrer de 1948, quan la Santa Seu va crear el càrrec de Delegat Apostòlic a Jerusalem i Palestina, amb jurisdicció sobre Palestina, Transjordània (actual Jordània) i Xipre. En termes vaticans, un Nunci Apostòlic és un representant del Vaticà en un país on la Santa Seu no té vincles diplomàtics, i que no està acreditat davant del govern del país. El Delegat també actua com a enllaç amb l'Església Catòlica d'aquell país.
L'Arquebisbe Andrea Cordero Lanza di Montezemolo, que era Delegat Apostòlic a Jerusalem i Palestina des de 1990, va ser també nomenat el primer Nunci Apostòlic a Israel després de l'establiment de relacions entre Israel i la Santa Seu el 1994. Des de 1994, els Nuncis a Israel han han ocupat simultàniament els càrrecs de Nunci a Xipre i de Delegats Apostòlics a Jerusalem i Palestina. La Nunciatura a Israel té la seu a Tel-Aviv. Des del 3 de juny de 2021, Adolfo Tito Yllana és Nunci Apostòlic a Israel i Delegat Apostòlic a Jerusalem i Palestina.
La Santa Seu i l'OLP van celebrar un acord bàsic el 2000, i el 2015 la Santa Seu i l'Autoritat Palestina van celebrar l'Acord General entre la Santa Seu i l'Estat de Palestina per formular la relació de la Santa Seu i l'Autoritat Palestina, que es denomina Estat de Palestina. El conflicte israelianopalestí i el control israelià de la major part del territori de Cisjordània són l'eix principal d'aquests acords. El 25 de gener del 2017 es va inaugurar l'ambaixada palestina davant la Santa Seu i es va nomenar Issa Kassissieh com a ambaixador de Ramallah a la Santa Seu.

## Antecedents
Abans de la creació del càrrec de Delegat Apostòlic, la Custòdia de Terra Santa, present en ella des de després de l'època de les Croades, i el Patriarca llatí de Jerusalem, reinstituït el 1847, representaven els interessos del Vaticà a la regió.
L'11 de febrer de 1948, la Santa Seu va establir el càrrec de Delegat Apostòlic a Jerusalem i Palestina, amb jurisdicció sobre Palestina, Transjordània (actual Jordània) i Xipre. Quan la Santa Seu va establir relacions diplomàtiques amb Israel el 1994, el Delegat Apostòlic a Jerusalem i Palestina va ser nomenat simultàniament Nunci Apostòlic a Israel i Nunci a Xipre.
El 1987, Michel Sabbah es va convertir en el primer palestí nadiu en ser nomenat Patriarca Llatí. El seu successor el 2008 va ser el jordà Fouad Twal.

## Pius XII
Durant les propostes de resolució de la qüestió palestina mitjançant la partició, la Santa Seu va expressar el seu suport a l'estatus de corpus separatum per a Jerusalem. El 24 d'octubre del 1948, quan la Guerra Àrab-Israelià del 1948 encara estava en marxa, però després que Israel passés a l'ofensiva a l'Operació Yoav, el Papa Pius va publicar l'encíclica In multiplicibus curis, en què demanava la protecció dels Llocs Sants, i feia una crida a la pau i al respecte mutu per part dels combatents. Tot i seguir mantenint una actitud d'imparcialitat, el Papa també buscava possibilitats de justícia i pau en Terra Santa. El Papa va reiterar la seva crida perquè Jerusalem i els seus voltants tinguin un caràcter internacional, cosa que "oferiria una garantia més gran per a la protecció dels santuaris".
Immediatament després del cessament dels combats a la guerra àrab-israeliana de 1948, l'abril de 1949 el Papa Pius va repetir la seva crida a la internacionalització de Jerusalem a l'encíclica Redemptoris nostri cruciatus, que se centrava en la situació de Palestina. El concepte es va tornar a proposar posteriorment durant els papats de Joan XXIII, Pau VI i Joan Pau II. Els líders palestins s'han oposat a qualsevol partició de Palestina amb el suport de la Lliga Àrab.

## Joan XXIII
L'abril de 1963, el Papa Joan XXIII va publicar l'encíclica Pacem in terris sobre la pau al món, que de vegades ha estat rellegida i reinterpretada pels cristians en el context de la política a Terra Santa.

## Pau VI
El Papa Pau VI va visitar Terra Santa el gener del 1964 i va demanar noves, importants i creatives iniciatives a favor dels palestins i de l'Església catòlica a Palestina. El 25 de març del 1974, va publicar l'encíclica Nobis in animo, que tracta de la seguretat i la supervivència de la comunitat cristiana a Terra Santa.

## Joan Pau II
El 1999, en una visita a Betlem, el Papa Joan Pau II va reafirmar el que va dir que era el "dret natural a una pàtria" dels palestins. El 15 de febrer del 2000, la Santa Seu va concloure un acord bàsic amb l'OLP, com a representant del poble palestí i en nom de l'Autoritat Palestina. L'agost del 2001, el Papa Joan Pau II es va reunir amb Arafat per desena vegada i el Papa va tornar a expressar el seu suport als drets dels palestins i va demanar la fi de la violència a l'Orient Mitjà. El Vaticà va continuar volent un estatus internacional per a Jerusalem.

## Benet XVI
El Papa Benet XVI va visitar Jordània i l'Autoritat Palestina el 2009, encara que el viatge s'havia posat en dubte a causa de les contínues lluites internes a la Franja de Gaza. El Papa Benet va prestar especial atenció al patiment de la població en Terra Santa, especialment del poble palestí. El maig del 2009, Benet va expressar el seu suport a una solució de dos estats per al conflicte palestino-israelià.
El 24 d'octubre del 2010, la declaració final del Sínode dels Bisbes presidit per Benet es va referir als "passos legals necessaris per posar fi a l'ocupació dels diferents territoris àrabs", afirmant a continuació que "el recurs a posicions teològiques i bíbliques que utilitzen la paraula de Déu per justificar erròniament les injustícies no és acceptable”. Va ser ben rebut pels diplomàtics palestins, el negociador cap palestí Saeb Erekat va declarar: "ens unim al sínode en la seva crida a la comunitat internacional perquè defensi els valors universals de llibertat, dignitat i justícia". El viceministre d'Afers Exteriors d'Israel, Danny Ayalon, va declarar que "el sínode va ser segrestat per una majoria antiisraeliana".
El 27 de desembre del 2012, el Papa, en una reunió amb el president palestí Abbas, va fer un suport oficial a la resolució de l'Assemblea General de l'ONU que reconeixia Palestina com a Estat observador no membre.

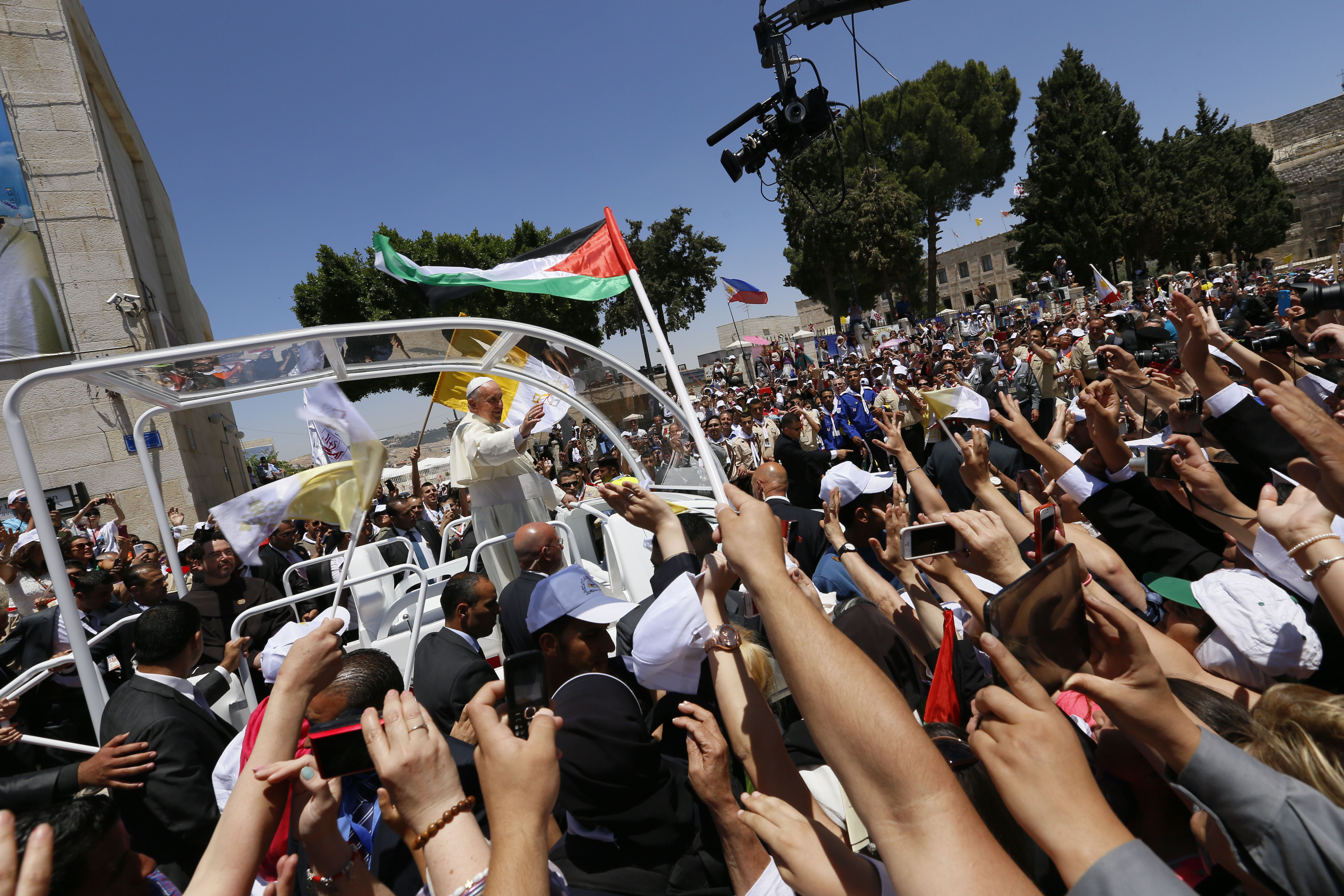
Visita del Papa Francesc a Palestina
(Betlem, 2014)

## Francesc
El papa Francesc va visitar l'Autoritat Palestina el maig del 2014 i va expressar la seva simpatia per la causa palestina. El maig del 2015, el president palestí Mahmoud Abbas va visitar el Vaticà. El 13 de maig del 2015, el Vaticà va anunciar la intenció de signar el seu primer tractat amb l'Estat de Palestina després de reconèixer-lo formalment com a Estat el febrer del 2013. L'Acord global entre la Santa Seu i l'Estat de Palestina es va signar el 26 de juny del 2015. Abbas va visitar el Vaticà el gener del 2017, per inaugurar l'ambaixada palestina a la Santa Seu.
El 26 de maig de 2014, una petita caixa de creus va ser incendiada a l'Abadia de la Dormició de Jerusalem. Els testimonis creuen que es va tractar d'un intent d'incendi. Alhora, el Papa Francesc celebrava una cerimònia en l'edifici contigu, a la sala superior de la Tomba del Rei David.